# Sälymżan Galijew
Sälymżan Fazyłuły Galijew (ros. Салимжан Фазылович Галиев, ur. w październiku 1910 w aule nr 1 w obwodzie turgajskim, zm. 13 grudnia 1954 w Kustanaju) – radziecki i kazachski polityk, I sekretarz Komitetu Obwodowego Komunistycznej Partii (bolszewików) Kazachstanu w Gurjewie (1946-1950).
W latach 1929–1930 kierownik rejonowego wydziału statystycznego w Kazachskiej ASRR, później na kursach, w latach 1934-1935 nauczyciel w technikum leśniczym, w latach 1935-1936 studiował w Instytucie Nauczycielskim w Semipałatyńsku. Od 1936 nauczyciel, później dyrektor technikum pedagogicznego w Pietropawłowsku. W 1938 zaocznie ukończył Swierdłowski Instytut Pedagogiczny, w latach 1938-1939 wykładowca na kursach partyjnych w obwodzie północnokazachstańskim. Od 1939 lektor i kierownik sektora Północnokazachstańskiego Komitetu Obwodowego KP(b)K, potem II sekretarz Północnokazachstańskiego Komitetu Obwodowego KP(b)K i sekretarz tego komitetu ds. propagandy i agitacji, od 1944 południowokazachstańskiego Komitetu Obwodowego KP(b)K ds. propagandy i agitacji, w latach 1945-1946 II sekretarz Południowokazachstańskiego Komitetu Obwodowego KP(b)K. Od 1946 do 1 czerwca 1950 I sekretarz Gurjewskiego Komitetu Obwodowego KP(b)K, 1950-1952 kierownik wydziału propagandy i agitacji Wschodniokazachstańskiego Komitetu Obwodowego KP(b)K, od 1952 do śmierci zastępca przewodniczącego Komitetu Wykonawczego Rady Obwodowej w Kokczetawie.

## Odznaczenia
- Order Czerwonego Sztandaru Pracy
- Order Wojny Ojczyźnianej I klasy
- Order „Znak Honoru”